# Francisco Maciel
Francisco Maciel García (* 1. Juli 1964 in Santiago de Querétaro) ist ein ehemaliger mexikanischer Tennisspieler.

## Leben
Francisco Maciel erzielte sein bestes Resultat bei einem Grand-Slam-Turnier bei den French Open 1986, bei denen er im Achtelfinale Andrei Tschesnokow in vier Sätzen unterlag. Dreimal nahm er an Olympischen Spielen teil. Bei den Olympischen Spielen 1984 in Los Angeles wurde im Tennis ein Demonstrationswettbewerb ausgetragen. In diesem erreichte er das Finale gegen Stefan Edberg, gegen den er in zwei Sätzen verlor. 1988 scheiterte er in Seoul in der Auftaktrunde an Diego Nargiso in fünf Sätzen, nachdem er bereits eine 2:0-Satzführung innehatte. Vier Jahre darauf in Barcelona schied er gegen Jakob Hlasek erneut in der Auftaktrunde aus. Zudem startete er erstmals im Doppel, verpasste mit Leonardo Lavalle aber ebenfalls die zweite Runde.
In der Weltrangliste erreichte Maciel seine beste Platzierungen mit Rang 35 im Einzel am 23. Juni 1986 und Rang 157 im Doppel am 16. September 1985. Mehrfach gehörte Maciel zum mexikanischen Aufgebot bei den Zentralamerika- und Karibikspielen und sicherte sich 1990 im Doppel die Bronzemedaille. Von 1982 bis 1989 absolvierte Maciel 14 Begegnungen für die mexikanische Davis-Cup-Mannschaft. Er gewann 13 seiner 24 Einzelpartien, im Doppel verlor er seine einzige Partie.

## Erfolge
| Legende                                               |
| Grand Slam                                            |
| Tennis Masters Cup                                    |
| ATP Masters Series                                    |
| ATP Championship Series ATP International Series Gold |
| ATP World Series ATP International Series             |
| ATP Challenger Series (5)                             |

### Einzel

#### Turniersiege
| Nr. | Datum             | Turnier      | Belag | Finalgegner          | Ergebnis      |
| --- | ----------------- | ------------ | ----- | -------------------- | ------------- |
| 1.  | 24. Juni 1984     | Dortmund (1) | Sand  | Víctor Pecci         | 6:2, 6:4      |
| 2.  | 16. Juni 1985     | Dortmund (2) | Sand  | Eduardo Masso        | 7:6, 6:2      |
| 3.  | 17. November 1985 | São Paulo    | Sand  | Cássio Motta         | 6:3, 6:3      |
| 4.  | 22. April 1990    | Mexiko-Stadt | Sand  | Luis-Enrique Herrera | 2:6, 7:6, 6:3 |

#### Finalteilnahmen
| Nr. | Datum         | Turnier | Belag | Finalgegner      | Ergebnis |
| --- | ------------- | ------- | ----- | ---------------- | -------- |
| 1.  | 22. Juni 1986 | Athen   | Sand  | Henrik Sundström | 0:6, 5:7 |

### Doppel

#### Turniersiege
| Nr. | Datum          | Turnier         | Belag | Doppelpartner  | Finalgegner          | Ergebnis |
| --- | -------------- | --------------- | ----- | -------------- | -------------------- | -------- |
| 1.  | 22. April 1984 | San Luis Potosí | Sand  | Juan Hernández | Ross Case Chris Dunk | 6:4, 6:4 |